# 로스 리코스 탐비엔 요란 (2022년 텔레노벨라)
《로스 리코스 탐비엔 요란》(스페인어: Los ricos también lloran)는 2022년 방영된 멕시코의 텔레노벨라이다.